# رالف سول فيليبس
رالف سول فيليبس (بالإنجليزية: Ralph S. Phillips)‏ هو رياضياتي أمريكي، ولد في 23 يونيو 1913 في أوكلاند في الولايات المتحدة، وتوفي في 23 نوفمبر 1998 في كاليفورنيا في الولايات المتحدة.